# Löninger Mühlenbach
Der Löninger Mühlenbach ist ein Fließgewässer in der Stadt Cloppenburg und in den Gemeinden Cappeln (Oldenburg), Lastrup und Löningen im niedersächsischen Landkreis Cloppenburg.
Der rechte Nebenfluss der Hase hat seine Quelle am südlichen Rand der Kernstadt Cloppenburg. Von dort fließt er weitgehend in südwestlicher Richtung. Nordöstlich von Tegelrieden, einem Ortsteil der Einheitsgemeinde Cappeln, nimmt er die Ziegelhofbäke auf. Er unterquert die B 68, nimmt südwestlich von Kneheim, einem Ortsteil der Gemeinde Lastrup, die Moldau auf und verläuft am südlichen Ortsrand des Kernortes Lastrup. Dort nimmt er am südwestlichen Ortsrand die Ruhr auf, verläuft parallel zur B 213, am südöstlichen Rand des 75 ha großen Naturschutzgebietes Oldendorfer Moor und vorbei am Gut Duderstadt. Er fließt schließlich durch den Kernort Löningen und mündet dort am südlichen Ortsrand in die Große Hase.
Zwischen 2018 und 2022 wurde der Löninger Mühlenbach mit einem zusätzlichen „naturnahen Bett“ ausgestattet und dadurch revitalisiert. Sein vorheriges Bett blieb als Hochwasserentlastung bestehen.